# Azione della baia di San Mateo
L'azione della baia di San Mateo fu un combattimento navale che ebbe luogo dal 24 giugno al 1 luglio 1594 tra la nave d'avanscoperta Dainty al comando del pirata inglese Richard Hawkins e uno squadrone spagnolo composto da tre galeoni al comando di Beltrán de Castro, presso la foce del Rio Esmeraldas, nell'attuale Ecuador.

## Antefatto
Nel 1593 Hawkins, nipote di sir Francis Drake, aveva ottenuto la Dainty, una nave originariamente costruita per suo padre col nome di Repentance e da lui utilizzata nelle sue spedizioni nelle Indie Occidentali, nello Spanish Main e nei mari del sud. Con questa nave Hawkins mirava a predare i possedimenti della corona spagnola in America. Egli, ad ogni modo, nel resoconto dei suoi viaggi scritto trent'anni dopo, sostenne che tali viaggi erano stati intrapresi solo a scopo geografico e di studio. Dopo aver visitato le coste del Brasile, la Dainty passò lo Stretto di Magellano, raggiungendo quindi Valparaíso dove saccheggiò la città e catturò quattro vascelli.

## Lo scontro
Dopo aver preso dei rifornimenti per quattro giorni nella baia di Atacames, Richard Hawkins individuò un vascello in mare aperto e diede ordine alla sua pinaccia di portarsi ad investigare sul posto. Alle 9:00 del giorno successivo non vedendo tornare la nave si portò con la propria imbarcazione al largo di Capo San Francisco per scoprire che l'altra sua nave si trovava nella vicina baia di San Mateo.
Gli inglesi si preparavano a salpare alla volta del Pacifico la mattina del 29 giugno quando altre due navi spagnole si avvicinarono al Capo San Francisco. Credendo che si trattasse di una nave tesoriera spagnola proveniente dal Perù, Hawkins inviò ancora una volta la sua pinaccia ad investigare solo per scoprire che era una galea con 14 cannoni. La nave San Francisco y Nuestra Señora del Rosario del comandante De Castro la seguiva a breve distanza e tentò di abbordare la Dainty ma venne colpita da una pesante bordata. Nel frattempo, la ciurma della pinaccia cercò di tornar all'ammiraglia e di concentrare le proprie forze ma venne intercettata dalla galea spagnola. Le due navi spararono diversi colpi a salve a distanza per i due giorni successivi ma, quando la nave inglese venne colpita all'albero maestro il 30 giugno, gli inglesi vennero costretti alla resa che venne formalizzata il 1 luglio, nel pomeriggio. Hawkins ebbe una dozzina di feriti (tra cui lui stesso), 27 morti e 93 prigionieri della sua ciurma; le perdite degli spagnoli ammontarono a 28 morti e 22 feriti su 300 presenti sul convoglio.
De Castro lasciò il suo vice, Felipón, come comandante in capo e si portò con la nave inglese danneggiata all'arcipelago delle perle, raggiungendo Perico il 19 luglio successivo. Malgrado la promessa di termini di resa onorevoli da parte di De Castro, le autorità coloniali peruviane si dimostrarono di ben altra opinione e gran parte dei prigionieri inglesi vennero processati dall'inquisizione e condannati a divenire schiavi a bordo delle galee spagnole, mentre Hawkins venne liberato e fece poi ritorno in Inghilterra. Il vicecomandante di Hawkins, John Oxenham, venne processato e poi giustiziato a Lima per eresia. La Dainty venne rinominata Nuestra Señora de la Visitación, e soprannominata La Inglesa, venendo incorporata nello squadrone navale del Perù della marina militare spagnola. La Dainty venne esibita a Panama come trofeo di guerra: fu la prima nave catturata dagli spagnoli nei mari del sud.